# Halkbank Spor Kulübü
O Halkbank Spor Kulübü, é um clube polidesportivo turco  da cidade de Ankara com destaque de voleibol e handebol.

## Histórico
O Halkbank Spor Kulübü, foi undada 21 de julho de 1983 com o objectivo de contribuir para o desenvolvimento do esporte, tendo como cores o vermelho, azul e branco, fez grandes contribuições para os esportes turcos, especialmente no vôlei e no handebol, que desde a década de 90 concentram seus esforços em tais modalidades, já que no momento da fundação tinham como principais modalidades o futebol e o vôlei.
Ao longo de mais de 35 anos de trajetória, o clube tornou possível o acesso de muitos jovens visando os esportes nacionais, apoiando também o esporte amadores; o clube tem se concentrado nos ramos de vôlei e handebol desde os anos 90. Em um curto espaço de tempo, o vôlei e o handebol receberam destaque no clube e conquistou muitos campeonatos nacionais e internacionais nesses campos, obtendo no período de 1992 a 1996 cinco vezes o título nacional de forma consecutiva, bicampeonato da Copa da Turquia.Já no handebol obteve quato títulos, a  Além disso, andebol, Turquia League campeão 4 vezes.

### Títulos conquistados
Liga dos Campeões
- Finalista:2014

 Taça CEV
- Campeão: 2012-13
- Terceiro lugar:2006-07

 Challenge Cup
- Finalista:2021-22

 Campeonato Turco
- Campeão:1991-92, 1992-93, 1993-94, 1994-95, 1995-96, 2013-14, 2015-16, 2016-17, 2017-18
- Finalista: 1996-97,2004-05,2007-08, 2014-15,2021-22, 2022-23
- Terceiro lugar:2005-06, 2011-12

 Copa da Turquia
- Campeão:1991-92, 1992-93, 1995-96, 2012-13, 2013-14, 2014-15, 2017-18, 2022-23
- Finalista:1996-97 e 2016-17

 Supercopa Turca
- Campeão: 2013, 2014, 2015, 2018
- Finalista:2017